# Politiazide
La politiazide, il cui nome commerciale è Renese, è un farmaco antipertensivo della classe dei diuretici tiazidici. È indicata nel trattamento degli edemi associati all'insufficienza cardiaca congestizia e dell'ipertensione arteriosa; in quest'ultimo caso, la somministrazione può avvenire in monoterapia o in associazione con farmaci dall'effetto analogo, in caso di pressione arteriosa particolarmente elevata.
Viene assunta per via orale e la posologia standard è di 1-4 mg di principio attivo al giorno per i pazienti con scompenso cardiaco congestizio, mentre è di 1-2 mg nel trattamento dell'ipertensione.
La politiazide è indicata come terapia adiuvante nell'edema associato all'insufficienza cardiaca congestizia, nonché in caso di cirrosi epatica e di terapia con corticosteroidi ed estrogeni. Si è dimostrato efficace anche nel ridurre gli edemi causati da varie patologie renali, come la sindrome nefrosica, varie forme di glomerulonefrite acuta e l'insufficienza renale cronica.